# Lijst van Commodore VIC-20-spellen
Dit is een lijst van Commodore VIC-20-spellen. Alle spellen zijn gesorteerd op alfabet.
| Titel                                                          | Jaar | Uitgever                                                   | Genre                                |
| -------------------------------------------------------------- | ---- | ---------------------------------------------------------- | ------------------------------------ |
| 3D Maze                                                        | 1984 | Mastertronic                                               | Strategiespel                        |
| 3D Silicon Fish                                                | 1984 | Thor Computer Software                                     | Actiespel                            |
| ACE: Air Combat Emulator                                       | 1985 | Cascade Games                                              | Simulatiespel                        |
| Adventureland                                                  | 1981 | Commodore                                                  | Avonturenspel                        |
| A.E.                                                           | 1982 | Brøderbund Software                                        | Actiespel                            |
| Alphabet Zoo                                                   | 1983 | Spinnaker Software Corporation                             | Educatiespel                         |
| Annihilator                                                    | 1982 | Mogul Communications Victory Software Corporation          | Actiespel                            |
| Another VIC in the Wall                                        | 1982 | Bug-Byte Software                                          | Actiespel                            |
| Apple Panic                                                    | 1982 | Creative Software                                          | Actiespel                            |
| Arachnoid                                                      | 1982 | United Microware Industries                                | Actiespel                            |
| Arcadia                                                        | 1982 | Imagine Software                                           | Actiespel                            |
| Arrow of Death Part I                                          | 1982 | Leisure Soft                                               | Avonturenspel                        |
| Artillery Duel                                                 | 1983 | Xonox                                                      | Strategiespel                        |
| Atlantis                                                       | 1983 | Imagic                                                     | Actiespel                            |
| Avenger                                                        | 1981 | Commodore Electronics                                      | Actiespel                            |
| Aztec Challenge                                                | 1982 | Cosmi Corporation                                          | Actiespel                            |
| B-1 Nuclear Bomber                                             | 1983 | The Avalon Hill Game Company                               | Simulatiespel                        |
| Bandits                                                        | 1983 | Sirius Software                                            | Actiespel                            |
| Battlezone                                                     | 1983 | Atarisoft                                                  | Actiespel Simulatiespel              |
| Beau Jolly VIC 20 Value Pack                                   | 1984 | Beau Jolly                                                 | Actiespel                            |
| Blue Meanies From Outer Space                                  | 1981 | Commodore Business Machines                                | Actiespel                            |
| Blue Star                                                      | 2008 | Cronosoft                                                  | Actiespel                            |
| Bomber Attack                                                  | 1983 | The Avalon Hill Game Company                               | Actiespel                            |
| Bongo                                                          | 1984 | Anco Software                                              | Actiespel                            |
| Buck Rogers: Planet of Zoom                                    | 1983 | SEGA Enterprises                                           | Actiespel                            |
| Bullet                                                         | 1984 | Mastertronic                                               | Actiespel Autoracespel               |
| Canadian Tire Complimentary Cassette                           | 1982 | Canadian Tire Corporation                                  | Actiespel                            |
| CannonBall Blitz                                               | 1982 | Sierra On-Line                                             | Actiespel                            |
| Capture the Flag                                               | 1983 | Sirius Software                                            | Actiespel                            |
| Cassette 50                                                    | 1983 | Cascade Games                                              |                                      |
| Cavern Fighter                                                 | 1982 | Anirog Software                                            | Actiespel                            |
| Centipede                                                      | 1983 | Atarisoft                                                  | Actiespel                            |
| Choplifter!                                                    | 1982 | Creative Software                                          | Actiespel                            |
| Chuck Norris Superkicks                                        | 1983 | Xonox                                                      | Actiespel                            |
| Circle World                                                   | 1982 | Aardvark-80                                                | Avonturenspel                        |
| Clowns                                                         | 1982 | Commodore Electronics                                      | Actiespel                            |
| Computer Battlegames                                           | 1982 | Usborne Publishing                                         | Actiespel Educatiespel Strategiespel |
| Computer Spacegames                                            | 1982 | Usborne Publishing                                         | Educatiespel                         |
| Computer Spy Games                                             | 1984 | Usborne Publishing                                         | Actiespel Educatiespel               |
| COMPUTE!'s Guide to Adventure Games                            | 1984 | COMPUTE! Publications                                      | Avonturenspel                        |
| Congo Bongo                                                    | 1983 | SEGA Corporation                                           | Actiespel                            |
| Cops n' Robbers                                                | 1985 | Atlantis Software Limited                                  | Actiespel                            |
| Cosmic Cruncher                                                | 1982 | Commodore                                                  | Actiespel                            |
| Cosmic Jailbreak                                               | 1982 | Commodore Business Machines                                | Actiespel                            |
| The Count                                                      | 1981 | Commodore Electronics Commodore                            | Avonturenspel                        |
| Crater Raider                                                  | 1983 | Boone Corporation                                          | Actiespel Avonturenspel              |
| Creepy Corridors                                               | 1983 | Sierra On-Line                                             | Actiespel                            |
| Crossfire                                                      | 1981 | Sierra On-Line                                             | Actiespel                            |
| Crush, Crumble and Chomp!                                      | 1982 | Epyx                                                       | Strategiespel                        |
| Cyclon                                                         | 1983 | Boone Corporation                                          | Actiespel                            |
| Cyclons                                                        | 1983 | Rabbit Software LTD Softsmith Corporation                  | Actiespel                            |
| Deadly Duck                                                    | 1982 | Sirius Software                                            | Actiespel                            |
| Deadly Skies                                                   | 1983 | Tronix Publishing                                          | Actiespel                            |
| Death Race                                                     | 1984 | Atlantis Software Limited                                  | Actiespel Autoracespel               |
| Defender                                                       | 1983 | Atarisoft                                                  | Actiespel                            |
| Deflection                                                     | 1980 | Addcom Electronics                                         | Actiespel                            |
| Demon Attack                                                   | 1983 | Imagic                                                     | Actiespel                            |
| Derelict                                                       | 1982 | Aardvark-80                                                | Avonturenspel                        |
| Dig Dug                                                        | 1983 | Atarisoft                                                  | Actiespel                            |
| Dodge Cars                                                     | 1982 | Video Wizard's Nufekop                                     | Autoracespel                         |
| Donkey Kong                                                    | 1983 | Atarisoft                                                  | Actiespel                            |
| Dragonfire                                                     | 1983 | Imagic                                                     | Actiespel                            |
| Dragonwing                                                     | 2002 |                                                            | Actiespel                            |
| Draw Poker 1                                                   | 1981 | Commodore Business Machines                                | Strategiespel                        |
| Dunjonquest: Temple of Apshai                                  | 1983 | Epyx                                                       | RPG                                  |
| The Earth Dies Screaming                                       | 1983 | Sirius Software                                            | Actiespel                            |
| Escape MCP                                                     | 1983 | Rabbit Software LTD Comm*Data Software House               | Avonturenspel                        |
| The Exterminator                                               | 1982 | Bubble Bus Software Nufekop                                | Actiespel                            |
| FaceMaker                                                      | 1983 | Human Engineered Software                                  | Educatiespel                         |
| Facemaker                                                      | 1982 | Applied Systems Knowledge                                  | Educatiespel                         |
| Falcon Patrol                                                  | 1983 | Quicksilva                                                 | Actiespel                            |
| Fast Eddie                                                     | 1982 | Sirius Software                                            | Actiespel                            |
| Fire Galaxy                                                    | 1983 | Kingsoft                                                   | Actiespel                            |
| Flash Gordon                                                   | 1983 | Sirius Software                                            | Actiespel                            |
| Flight Path 737                                                | 1984 | Anirog Software Advantage Computer Accessories             | Simulatiespel                        |
| Football Manager                                               | 1984 | Addictive Games                                            | Sportspel Strategiespel              |
| Fourth Encounter                                               | 1983 | Thorn EMI Video                                            | Actiespel                            |
| Frogger                                                        | 1983 | Parker Brothers                                            | Actiespel                            |
| Galaxia                                                        | 1983 | Romik Software                                             | Actiespel                            |
| Galaxian                                                       | 1984 | Atarisoft                                                  | Actiespel                            |
| Garden Wars                                                    | 1982 | Commodore Business Machines                                | Actiespel                            |
| Get Lost!                                                      | 1983 | Terminal Software                                          | Strategiespel                        |
| Ghost Manor                                                    | 1983 | Xonox                                                      | Actiespel                            |
| Gold Fever                                                     | 1983 | Tronix Publishing                                          | Actiespel                            |
| Gorf                                                           | 1982 | Commodore Electronics Handic software AB                   | Actiespel                            |
| Green on Black                                                 | 2009 |                                                            |                                      |
| Gridrunner                                                     | 1982 | Llamasoft Human Engineered Software                        | Actiespel                            |
| Guardian                                                       | 1981 | Systems Formulate                                          | Actiespel                            |
| Haunted House                                                  | 1983 | Usborne Publishing                                         | Avonturenspel                        |
| Hektik                                                         | 1984 | Mastertronic                                               | Actiespel                            |
| Hunchback                                                      | 1984 | Ocean Software                                             | Actiespel                            |
| IFR                                                            | 1983 | Academy Software                                           | Simulatiespel                        |
| Invaders Addition                                              | 1982 | Comm*Data Software House                                   | Educatiespel                         |
| Island of Secrets                                              | 1984 | Usborne Publishing                                         | Avonturenspel                        |
| Jetpac                                                         | 1983 | Ashby Computers and Graphics                               | Actiespel                            |
| Jewels 20                                                      | 2005 |                                                            | Strategiespel                        |
| Jumbo Lander                                                   | 2006 |                                                            | Simulatiespel                        |
| Jumpin' Jack                                                   | 1982 | LiveWire Software UK                                       | Actiespel                            |
| Jungle Hunt                                                    | 1984 | Atarisoft                                                  | Actiespel                            |
| Jungle Quest                                                   | 1984 | Scholastic                                                 | Avonturenspel Educatiespel           |
| Jupiter Lander                                                 | 1981 | Commodore Electronics                                      | Actiespel                            |
| Kids on Keys                                                   | 1983 | Spinnaker Software Corporation                             | Actiespel Educatiespel               |
| KinderComp                                                     | 1983 | Human Engineered Software                                  | Educatiespel                         |
| King Tut                                                       | 1985 | Mastertronic                                               | Strategiespel                        |
| Krell                                                          | 1982 | Rabbit Software LTD                                        | Actiespel                            |
| Kwazy Kwaks                                                    | 1984 | Mr Chip Software                                           | Actiespel                            |
| Laser Zone                                                     | 1983 | Hesware                                                    | Actiespel                            |
| Las Vegas                                                      | 1984 | Anirog Software                                            | Simulatiespel                        |
| Lode Runner                                                    | 1983 | Brøderbund Software                                        | Actiespel                            |
| Lunar Leeper                                                   | 1981 | Sierra On-Line                                             | Actiespel                            |
| Mars                                                           | 1982 | Aardvark-80                                                | Avonturenspel                        |
| MasterType                                                     | 1983 | Brøderbund Software                                        | Actiespel Educatiespel               |
| [[Matrix: Gridrunner 2]]                                       | 1983 | Llamasoft Hesware                                          | Actiespel                            |
| Mayhem                                                         | 2012 | Revival Studios                                            | Actiespel                            |
| Menagerie                                                      | 1982 | Commodore Business Machines                                | Actiespel                            |
| Metagalactic Llamas: Battle at the Edge of Time                | 1983 | Llamasoft                                                  | Actiespel                            |
| Midway Campaign                                                | 1983 | The Avalon Hill Game Company                               | Strategiespel                        |
| Miner 2049er                                                   | 1984 | Reston Publishing Company                                  | Actiespel                            |
| The Miser's House                                              | 1982 |                                                            | Avonturenspel                        |
| Mole Attack                                                    | 1981 | Commodore Business Machines                                | Actiespel                            |
| Money Wars                                                     | 1982 | Commodore Business Machines                                | Actiespel                            |
| Monster Maze                                                   | 1982 | Epyx                                                       | Actiespel                            |
| Moon Patrol                                                    | 1983 | Atarisoft                                                  | Actiespel                            |
| Motocross Racer                                                | 1984 | Xonox                                                      | Autoracespel                         |
| Mountain King                                                  | 1983 | Beyond                                                     | Actiespel                            |
| Ms. Pac-Man                                                    | 1983 | Atarisoft                                                  | Actiespel                            |
| Nerm of Bemer                                                  | 1984 | COMPUTE! Publications                                      | Actiespel                            |
| Neutron Zapper                                                 | 1983 | Galactic Software Mastertronic                             | Actiespel                            |
| Nukewar                                                        | 1983 | The Avalon Hill Game Company                               | Simulatiespel Strategiespel          |
| Omega Race                                                     | 1982 | Commodore Electronics                                      | Actiespel                            |
| Pac-Man                                                        | 1981 | Atarisoft Commodore Japan Limited                          | Actiespel                            |
| Pacmania                                                       | 1983 | Mr Chip Software                                           | Actiespel                            |
| Pakacuda                                                       | 1983 | Rabbit Software LTD                                        | Actiespel                            |
| Panic Button                                                   | 1984 | First Star Software                                        | Actiespel                            |
| Paratroopers                                                   | 1983 | Rabbit Software LTD                                        | Actiespel                            |
| The Pharaoh's Curse                                            | 1983 | Hesware                                                    | Actiespel                            |
| Pharaoh's Tomb                                                 | 1982 | Anirog Software                                            | Avonturenspel                        |
| Pipes                                                          | 1983 | Creative Software                                          | Educatiespel Strategiespel           |
| Pirate Adventure                                               | 1984 | Adventure International                                    | Avonturenspel                        |
| Polaris                                                        | 1983 | Tigervision                                                | Actiespel                            |
| Pole Position                                                  | 1983 | Atarisoft                                                  | Autoracespel                         |
| Protector                                                      | 1982 | Hesware                                                    | Actiespel                            |
| Punchy                                                         | 1984 | Mr. Micro                                                  | Actiespel                            |
| Pyramid                                                        | 1983 | Mogul Communications                                       | Avonturenspel                        |
| Q*bert                                                         | 1983 | Parker Brothers                                            | Actiespel                            |
| Quadrant                                                       | 1983 | Romik Software                                             | Actiespel                            |
| Radar Rat Race                                                 | 1981 | Commodore Electronics                                      | Actiespel                            |
| Rally-X                                                        | 1981 | Commodore Japan Limited                                    | Actiespel Autoracespel               |
| Riddle of the Sphinx                                           | 1983 | Lyversoft                                                  | Actiespel                            |
| River Rescue: Racing Against Time                              | 1982 | Thorn EMI Video                                            | Actiespel Autoracespel               |
| Robin Hood                                                     | 1983 | Xonox                                                      | Actiespel                            |
| Robotron: 2084                                                 | 1983 | Atarisoft                                                  | Actiespel                            |
| Rockman                                                        | 1984 | Mastertronic                                               | Actiespel                            |
| Sargon II                                                      | 1982 | Commodore                                                  | Strategiespel                        |
| Scorpion                                                       | 1983 | Tronix Publishing                                          | Actiespel                            |
| Scram 20                                                       | 1983 | Artic Computing                                            | Actiespel                            |
| Seafox                                                         | 1983 | Brøderbund Software                                        | Actiespel                            |
| Sea Invasion                                                   | 1982 | Romik Software Laing Marketing                             | Actiespel                            |
| Sea Wolf                                                       | 1982 | Commodore Electronics                                      | Actiespel                            |
| Secret Mission                                                 | 1981 | Commodore                                                  | Avonturenspel                        |
| Serpentine                                                     | 1982 | Creative Software                                          | Actiespel                            |
| Shadowfax                                                      | 1982 | Postern                                                    | Actiespel                            |
| Shamus                                                         | 1982 | Human Engineered Software                                  | Actiespel                            |
| Shark Trap                                                     | 1982 | Romik Software Brøderbund Software                         | Actiespel                            |
| Shootout at the OK Galaxy                                      | 1982 | The Avalon Hill Game Company                               | Actiespel                            |
| Sidewinder                                                     | 1982 | Tronix Publishing                                          | Actiespel                            |
| Siege                                                          | 1983 | Postern                                                    | Actiespel                            |
| Sir Lancelot                                                   | 1983 | Xonox                                                      | Actiespel                            |
| Skramble                                                       | 1982 | Rabbit Software LTD                                        | Actiespel                            |
| Skramble                                                       | 1983 | Anirog Software                                            | Actiespel                            |
| Skramble!                                                      | 1982 | Terminal Software                                          | Actiespel                            |
| Slap Dab                                                       | 1983 | Anirog Software                                            | Actiespel                            |
| Slinky                                                         | 1983 | Cosmi Corporation                                          | Actiespel                            |
| Snake Byte                                                     | 1982 | Sirius Software                                            | Actiespel                            |
| Space Escort                                                   | 1983 | Romik Software                                             | Actiespel                            |
| Space Fortress                                                 | 1983 | Romik Software                                             | Actiespel                            |
| Space Lanes                                                    | 1984 | Nova Soft Ahoy!/Ion International                          | Actiespel                            |
| Space Phreeks                                                  | 1982 | Tronix Publishing Rabbit Software LTD Interesting Software | Actiespel                            |
| Spike's Peak                                                   | 1983 | Xonox                                                      | Actiespel                            |
| Spills & Fills                                                 | 1983 | Creative Software                                          | Educatiespel                         |
| Sport Sport                                                    | 2002 |                                                            | Sportspel                            |
| Springer                                                       | 1983 | Tigervision                                                | Actiespel                            |
| Squish 'Em                                                     | 1983 | Sirius Software                                            | Actiespel                            |
| Star Blazer                                                    | 1983 | Brøderbund Software                                        | Actiespel                            |
| StarQuest: Rescue at Rigel                                     | 1982 | Epyx                                                       | RPG                                  |
| Star Trek: Strategic Operations Simulator                      | 1983 | SEGA Enterprises                                           | Actiespel                            |
| Story Machine                                                  | 1983 | Human Engineered Software                                  | Educatiespel                         |
| Swarm!                                                         | 1982 | Tronix Publishing                                          | Actiespel                            |
| Sword of Fargoal                                               | 1982 | Epyx                                                       | RPG                                  |
| Tank Arkade                                                    | 1982 | The Avalon Hill Game Company                               | Actiespel                            |
| Terraguard                                                     | 1982 | Creative Software                                          | Actiespel                            |
| Tetris                                                         | 2006 |                                                            | Strategiespel                        |
| Tetris Deluxe                                                  | 2007 |                                                            | Strategiespel                        |
| Threshold                                                      | 1981 | Sierra On-Line                                             | Actiespel                            |
| Tomarc the Barbarian                                           | 1984 | Xonox                                                      | Actiespel                            |
| Tooth Invaders                                                 | 1981 | Commodore Business Machines                                | Actiespel                            |
| Trader                                                         | 1983 | Quicksilva                                                 | Actiespel Strategiespel              |
| Trail West                                                     | 1980 | Micro-Ed                                                   | Simulatiespel                        |
| Traxx                                                          | 1983 | Llamasoft                                                  | Actiespel Strategiespel              |
| Trek Adventure                                                 | 1982 | Aardvark-80                                                | Avonturenspel                        |
| Turmoil                                                        | 1982 | Sirius Software                                            | Actiespel                            |
| Tutankham                                                      | 1983 | Parker Brothers                                            | Actiespel                            |
| Type Attack                                                    | 1982 | Sirius Software                                            | Educatiespel                         |
| Ultima: Escape from Mt. Drash                                  | 1983 | Sierra On-Line                                             | RPG                                  |
| Vegas Jackpot                                                  | 1984 | Mastertronic                                               | Simulatiespel                        |
| ViColumn                                                       | 2005 | Cronosoft Cosine                                           | Strategiespel                        |
| VIC Scramble                                                   | 1982 | Bug-Byte Software                                          | Actiespel                            |
| Vic-torian Follies: Adv. 1 - Seaquest                          | 1983 | Novasoft Century City Software                             | Strategiespel                        |
| Video Mania                                                    | 1982 | Creative Software                                          | Actiespel                            |
| VIQ-Bert                                                       | 2002 |                                                            | Actiespel                            |
| Volos                                                          | 2006 |                                                            | Actiespel                            |
| Voodoo Castle                                                  | 1981 | Commodore                                                  | Avonturenspel                        |
| Xonox Double-Ender: Artillery Duel and Chuck Norris Superkicks | 1983 | Xonox                                                      |                                      |
| Xonox Double Ender: Robin Hood and Sir Lancelot                | 1983 | Xonox                                                      | Actiespel                            |
| Xonox Double-Ender: Spike's Peak and Ghost Manor               | 1983 | Xonox                                                      | Actiespel                            |
| Xonox Double-Ender: Tomarc the Barbarian and Motocross Racer   | 1984 | Xonox                                                      |                                      |
| Zapactris                                                      | 2002 |                                                            | Strategiespel                        |
| ZAP! POW! BOOM! Arcade Games for the Vic-20                    | 1982 | Reston Publishing Company                                  |                                      |